# Cibalia Vinkovci
Hrvatski Nogometni Klub Cibalia Vinkovci – chorwacki klub piłkarski z siedzibą w Vinkovci. Został założony w 1919 roku.

## Historia
Klub został założony w 1919 roku jako GŠK Cibalia Vinkovci. W 1925 doszło do fuzji z RŠK Sloga. Podczas II wojny światowej klub przestał istnieć. Po wojnie Sloga oraz OFD Graničar połączyły się w jeden klub, który nazwano FD Dinamo Vinkovci. W 1982 roku Dinamo awansowało do pierwszej ligi Jugosławii. Tam grało przez 4 lata, a w 1986 powróciło do 2. ligi.
W latach 90. klub grał już w chorwackiej 1. lidze i powrócił do pierwotnej nazwy Cibalia. Najwyższe miejsce w historii klubu w lidze to piąte. W sezonie 2003/2004 Cibalia spadła do drugiej ligi. Klubowi odjęto 6 punktów z powodu zaległości finansowych w sprawach transferów kilku piłkarzy. Jednakże w sezonie 2004/2005 Cibalia powróciła do najwyższej klasy rozgrywkowej.
W Pucharze Chorwacji największym sukcesem klubu z Vinkovci był awans do finału w 1999, w którym Cibalia przegrała z NK Osijek.
Cibalia spadła z 1. HNL w sezonie 2017/2018, a także stanęła w obliczu bankructwa. Ze względu na poważne problemy finansowe klub nie otrzymał licencji na grę w 2. HNL i został przesunięty o poziom niżej, do 3. HNL. Klub w swoim pierwszym sezonie został mistrzem trzeciej ligi i awansował. 

### Chronologia nazw
- 1919: Građanski športski klub (GŠK) Cibalia Vinkovci
- 1920: Željezničarski građanski športski klub (ŽGŠK) Cibalia Vinkovci - przyłączenie ŽSK Cibalia Vinkovci
- 1945: FD Sloga Vinkovci - reaktywacja klubu
- 1947: FD Dinamo Vinkovci - przyłączenie OFD Graniča Vinkovci
- 1968: Nogometni klub (NK) Dinamo Vinkovci
- 1990: Hrvatski nogometni klub (HNK) Cibalia Vinkovci

### Piłkarze w historii klubu
- Tomislav Ivković
- Ivan Bošnjak
- Nikola Jerkan

## Stadion
Stadion Cibalia jest położony w południowej części miasta i liczy 12 108 miejsc.

## Europejskie puchary
Legenda do wszystkich tabel:
- Q – runda eliminacyjna, 1/16, 1/8, 1/4, 1/2 – odpowiednia faza rozgrywek, Grupa – runda grupowa, 1r gr – pierwsza runda grupowa, 2r gr – druga runda grupowa, F – finał, R – runda, PO – play-off
- k. – rzuty karne, los. – losowanie, Dogr. – dogrywka, w. – zasada bramek strzelonych na wyjeździe

| Sezon   | Rozgrywki        | Runda | Przeciwnik          | Dom | Wyjazd | Ogólnie |
| ------- | ---------------- | ----- | ------------------- | --- | ------ | ------- |
| 2000    | Puchar Intertoto | 1R    | Obilić Belgrad      | 3–1 | 1–1    | 4–2     |
| 2000    | Puchar Intertoto | 2R    | FC Tatabánya        | 0–0 | 2–3    | 2–3     |
| 2003    | Puchar Intertoto | 2R    | Szachcior Soligorsk | 4–2 | 1–1    | 5–3     |
| 2003    | Puchar Intertoto | 3R    | Tampere United      | 0–1 | 2–0    | 2–1     |
| 2003    | Puchar Intertoto | 1/2   | VfL Wolfsburg       | 1–4 | 0–4    | 1–8     |
| 2010/11 | Liga Europy      | 2Q    | Cliftonville        | 0–0 | 0–1    | 0–1     |